# Martha Revuelta
Martha Revuelta Jiménez  (Cidade do México, 6 de setembro de 1986) é uma jogadora de voleibol e de voleibol de praia mexicana. 

## Carreira
No ano de 2003 disputou com Diana Estrada a edição do Campeonato Mundial de Vôlei de Praia Sub-19 em Pattaya e terminaram na quarta colocação.Nos Jogos Centro-Americanos e do Caribe de 2006 em Cartagena das Índias conquistou a medalha de prata ao lado de Vanessa Virgen.
No ano de 2014 competia com Bibiana Candelas na conquista da medalha de prata nos Jogos Centro-Americanos e do Caribe  sediados em Veracruz

## Títulos e resultados
- Campeonato Mundial de Vôlei de Praia Sub-19:2003